# ピエール・ジャケ・ドロー

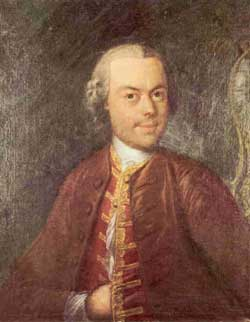
ピエール・ジャケ・ドロー

ピエール・ジャケ・ドロー（Pierre Jaquet-Droz 、1721年7月28日 - 1790年11月28日）はスイスの時計職人である。
1721年スイスに生まれ、1738年に息子であるアンリ・ルイ・ジャケ・ドロー（Henri-Louis Jaquet-Droz 、1752-1791年）とラ・ショー＝ド＝フォンに時計工房を開いた。その後パリ、1774年にロンドン、1784年にジュネーヴに移住し、1790年に亡くなった。
本業である時計やシンギングバードの販売促進のため、ジャン・フレデリック・レショー（Jean-Frederic Leschot 、1746-1824年）、息子とともに1768年から1774年にかけてオートマタを製作した。

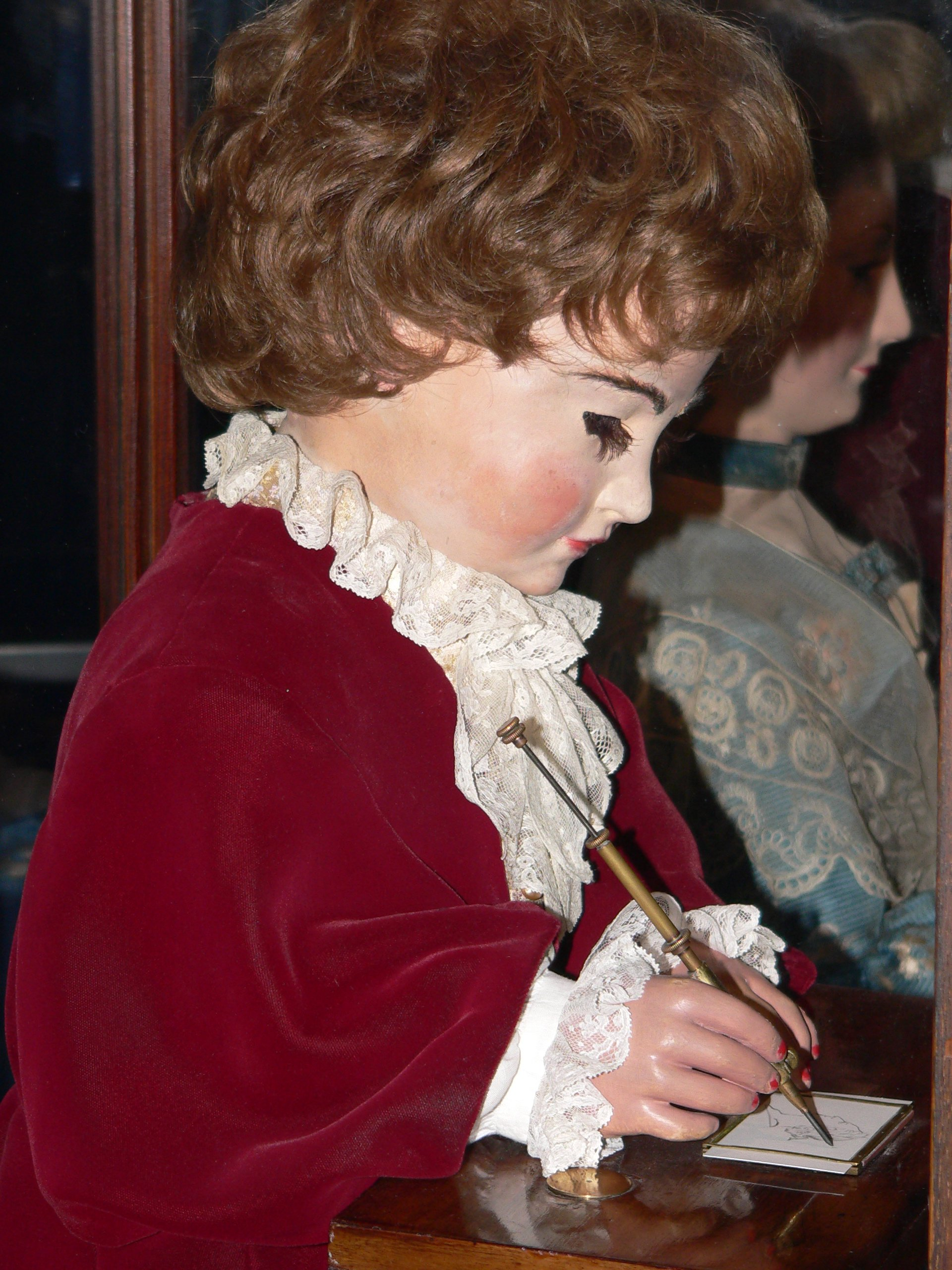
ドロワー

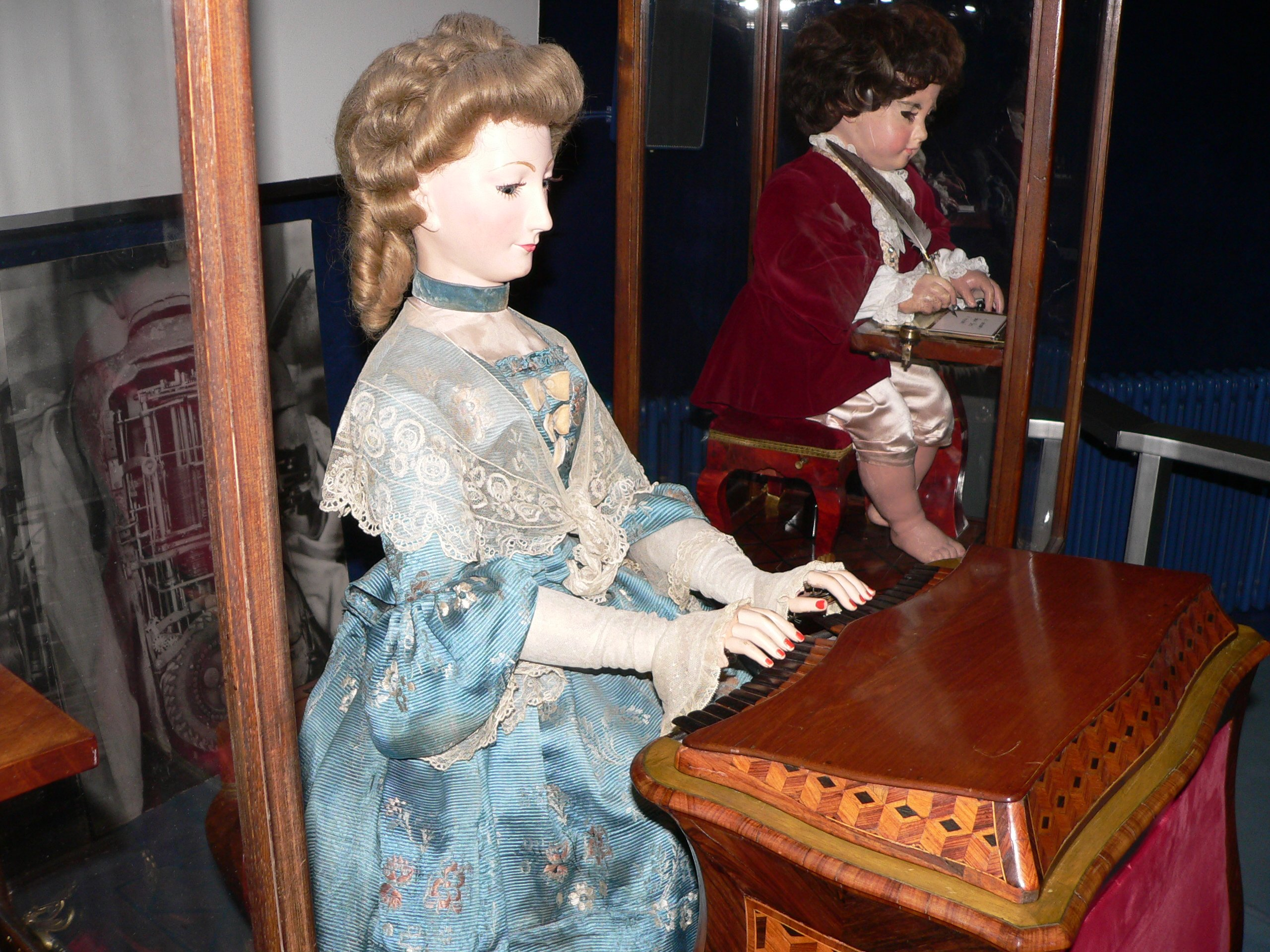
音楽家

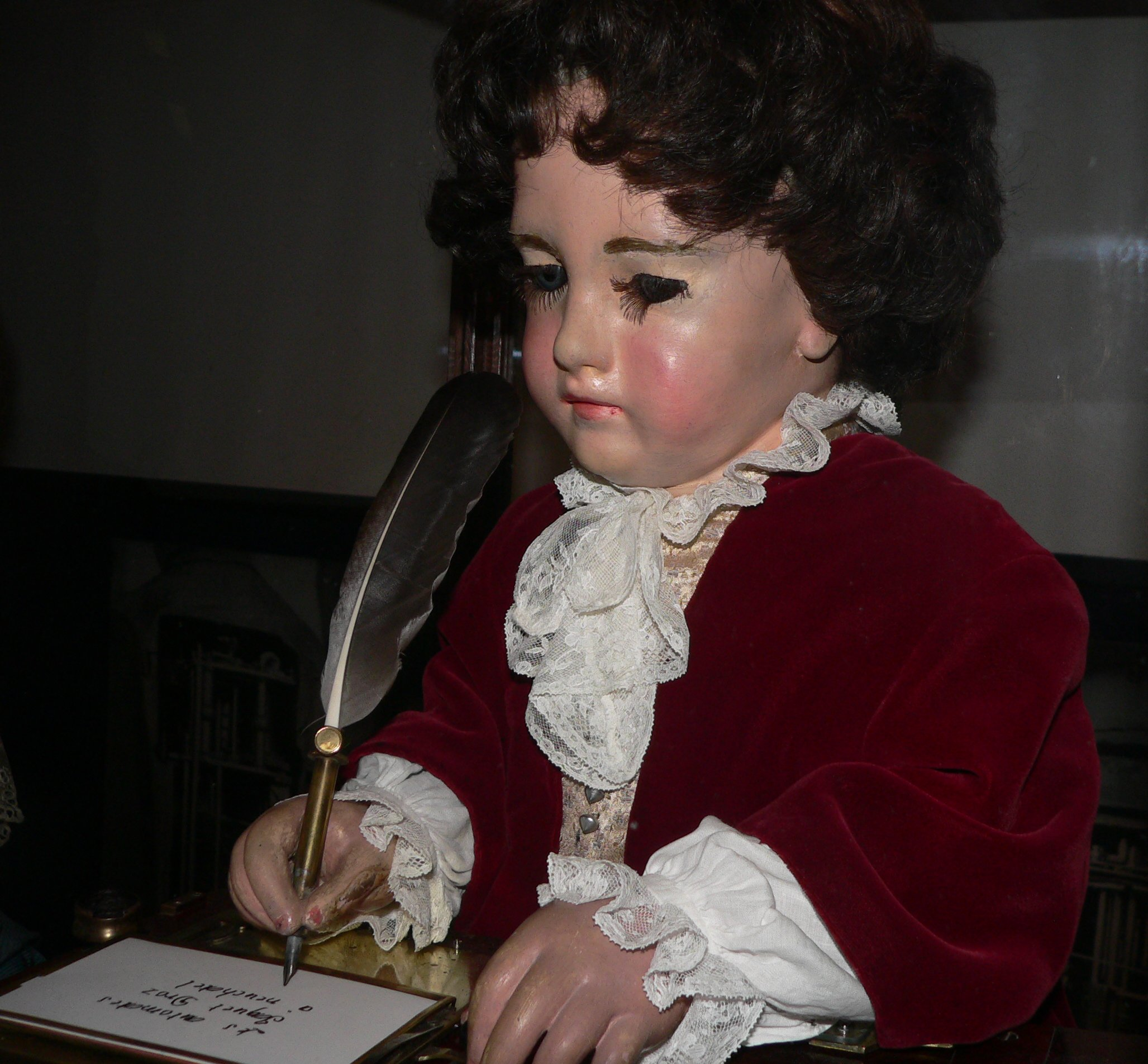
ライター

## ヌーシャテルのオートマタコレクション
ジャケ・ドローの製作したオートマタのコレクションを1906年ヌーシャテルの歴史考古学協会が75,000フランで購入し、ヌーシャテルの歴史博物館（Musée d'Art et d'Histoire ）に寄付し、実際に機能する状態で3体が展示されている。これらは例えば「タブという入力機器によって情報を入力すると前もって準備してあったカムというプログラムに従って羽根ペンという出力機器から演算結果を出力する」という意味で現在のコンピューターの遠い祖先とも言える。
- ドロワー（1773年製造） - 実際に絵を描くことができる。描ける絵は「ルイ15世の横顔」「ロイヤル・カップル[注釈 1]」「犬」「蝶に引かれる馬車を操るキューピッド」の4種類。椅子を動かし、時々ゴミを取り除くため鉛筆の先を吹く動作をする。約2,000個のパーツからなる。

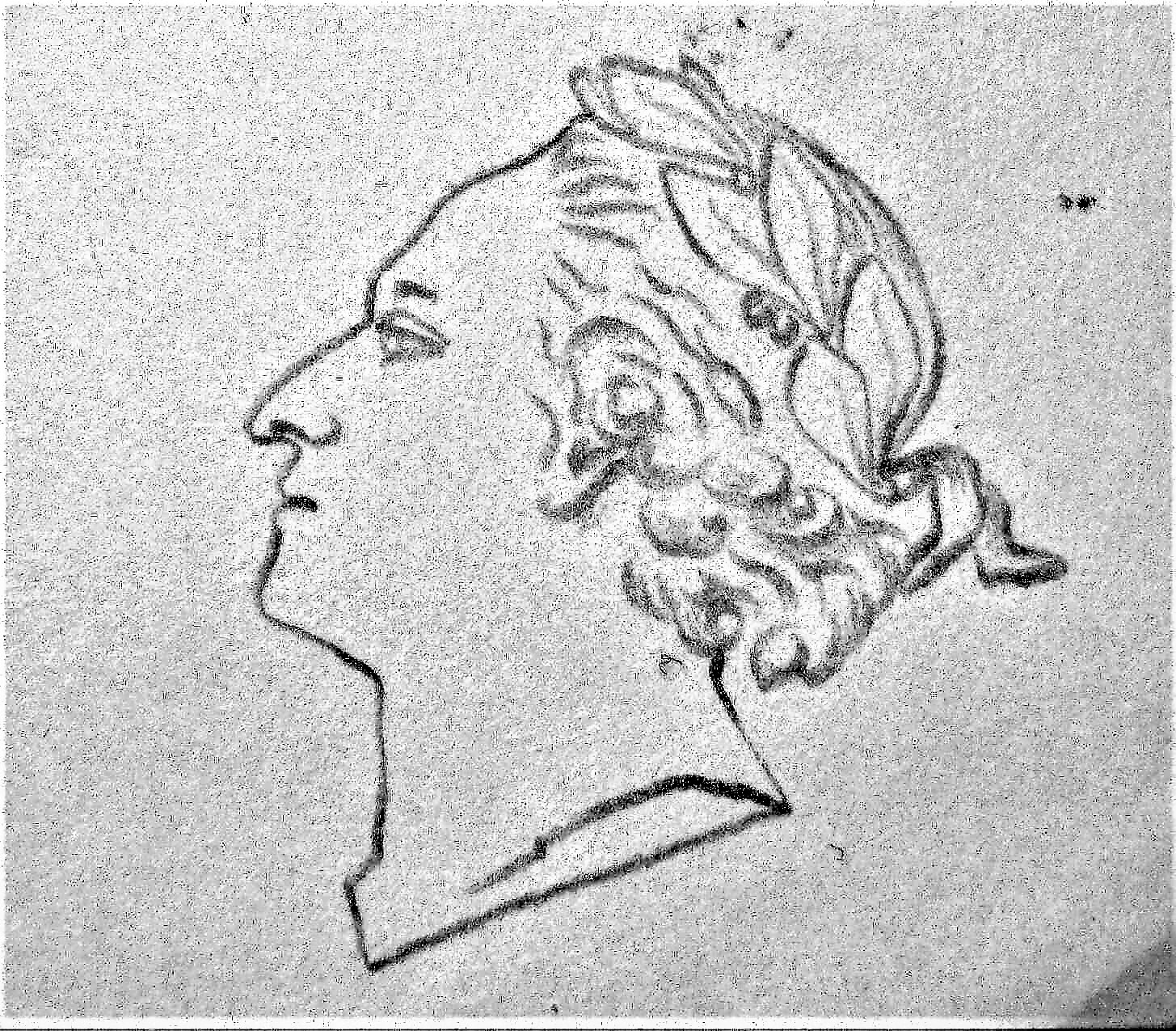
「ルイ15世の横顔」
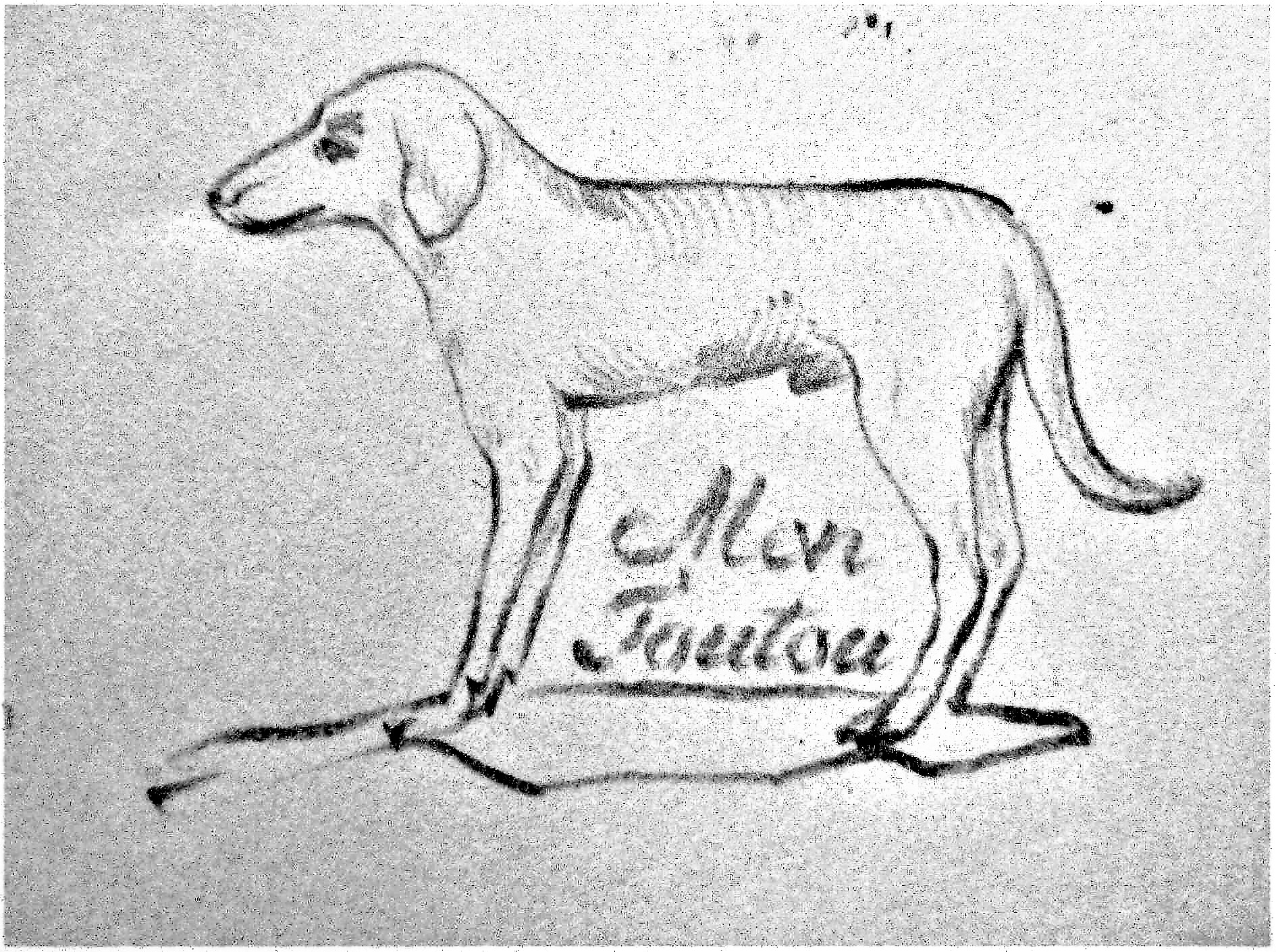
「犬」

- 音楽家 - 女性のオルガニストを象っている。約2,500個のパーツからなる。音楽はオルゴールが鳴っているわけでなく、人形の指が鍵盤を押すことで実際に演奏されている。息子であるアンリ・ルイが作曲した5つの曲を演奏できる。
- ライター（1772年製造） - 3体の中では最も複雑で40個のカム、約6,000個のパーツからなる。羽根ペンを使い、「ドロワー」と似たシステムで一文字一文字を書いて行き、最大40文字の文章を書くことができる。またカムを交換することで文章を変更できる。時々インク壷にペン先を漬けて、さらにはインクの滴りを防ぐため手首を動かして余分なインクをペン先から落とす動作をする。目はペン先を追いかけ、インクを補充する時には頭をインク壷の方へ向ける。

## 時計メーカーとしての復活
ジャケ・ドローの時計工場は19世紀半ばにヨーロッパの戦乱及び後継者がいなくなったことから閉鎖に追い込まれたが、新たな過去の大時計師ブランド復興を目論んでいたシーベルヘグナー（現DKSHジャパン）とフランソワ・ボデのグループが手を組んで復活の準備を進め、1996年に世界中に分散していた株式の大半を買い戻して復興させた。
シーベルヘグナーは復興完了時点で手を引き、2000年スウォッチグループがボデより買収しスウォッチグループに入った。
現在本社はラ・ショー＝ド＝フォンにあり、文字盤にエナメルを使った貴重な時計ブランドとして知られる。オリジナルの懐中時計に倣い、時分針と秒針を上下に配し、8の字にしているのも特徴。ニコラス・G・ハイエック前会長の孫マーク・A・ハイエックが社長を務めた。
2023年、全世界の156の販売店を東京の銀座（ニコラス・G・ハイエックセンター）以外閉鎖して本社にブティックを設け、エントリーモデルを排して富裕層を対象とした15万スイスフラン以上のビスポークに特化すると発表した。